# Bulbophyllum schinzianum
Bulbophyllum schinzianum là một loài phong lan thuộc chi Bulbophyllum.